# Juan Benavides
Juan Benavides Feliú (27 de diciembre de 1957) es un ingeniero comercial y empresario chileno. Se ha desempeñado como presidente del directorio de la minera estatal Codelco (2018-2022) y gerente general corporativo de Falabella (2004-2012).

## Familia y estudios
Nació como uno de los nueve hijos que tuvo el matrimonio conformado por María Feliú Segovia, fallecida en 1968, y René Benavides del Villar, quien fuera diputado de la República en la década de 1950 en representación del Partido Agrario Laborista (PAL), así como gerente general de Minera Tamaya y de la Asociación de Exportadores de su país.
Se formó en el Colegio del Verbo Divino y, más tarde, como ingeniero comercial en la Pontificia Universidad Católica (PUC), ambos de la capital.

## Carrera pública
A raíz de la viudez de su padre y el tamaño de su familia debió trabajar desde muy joven. Así, colaboró desde los primeros años de su educación superior en la empresa familiar de plásticos Mapoleno que manejaba su tío Andrés Feliú.
Tiempo después se vinculó laboralmente con su profesor Juan Obach, con quien trabajó en el grupo BHC y luego en el Banco Sud Americano, entidad financiera en la que comenzó como analista de riesgo de empresas en 1981 y en la que terminó siendo gerente adjunto del área sucursales en 1985. Entre este último año y 1988 trabajó como gerente de administración y finanzas de Inversiones Pathfinder.
En 1988, ya titulado, pasó a Anagra, empresa de alimentos del empresario y dirigente gremial Fernando Léniz, donde llegaría a ser gerente general internacional.
En 1994 asumió la gerencia general de CMR Chile, donde lideró el plan de retail financiero para Chile, Argentina y Perú. Esto, a través del desarrollo de la tarjeta de crédito CMR, Seguros Falabella y Viajes Falabella.
A fines de 2004 pasó a ocupar la gerencia general corporativa del holding tras la partida de Pablo Turner a uno de los principales competidores de Falabella, Almacenes Paris.
En enero de 2010, en el contexto del caso de Colusión de las Farmacias, la Superintendencia de Valores y Seguros (SVS) lo sancionó junto al resto de los directores de Farmacias Ahumada por el incumplimiento de las obligaciones que la Ley de Sociedades Anónimas impone a directores y gerentes.
Durante su gestión, la firma creó Banco Falabella, abrió tiendas en Colombia y Argentina, ingresó al negocio de supermercados en Chile, a través de la compra de San Francisco y la creación de Tottus, abrió CMR y el Banco Falabella en Colombia, inició el negocio de centros comerciales en Perú y negoció una fallida fusión con D&S.
En 2014, año y medio después de dejar el retailer, asumió la presidencia del directorio de AFP Habitat. Además es presidente del directorio de Glasstech, empresa ligada al rubro de la construcción específicamente en revestimientos de fachada, ventanas y cierres de vidrio.

## Nota
1. ↑  Feliú era hermano de la madre de Benavides, así como de la jurista y senadora institucional, Olga.